# Thomas Frederic Cheeseman

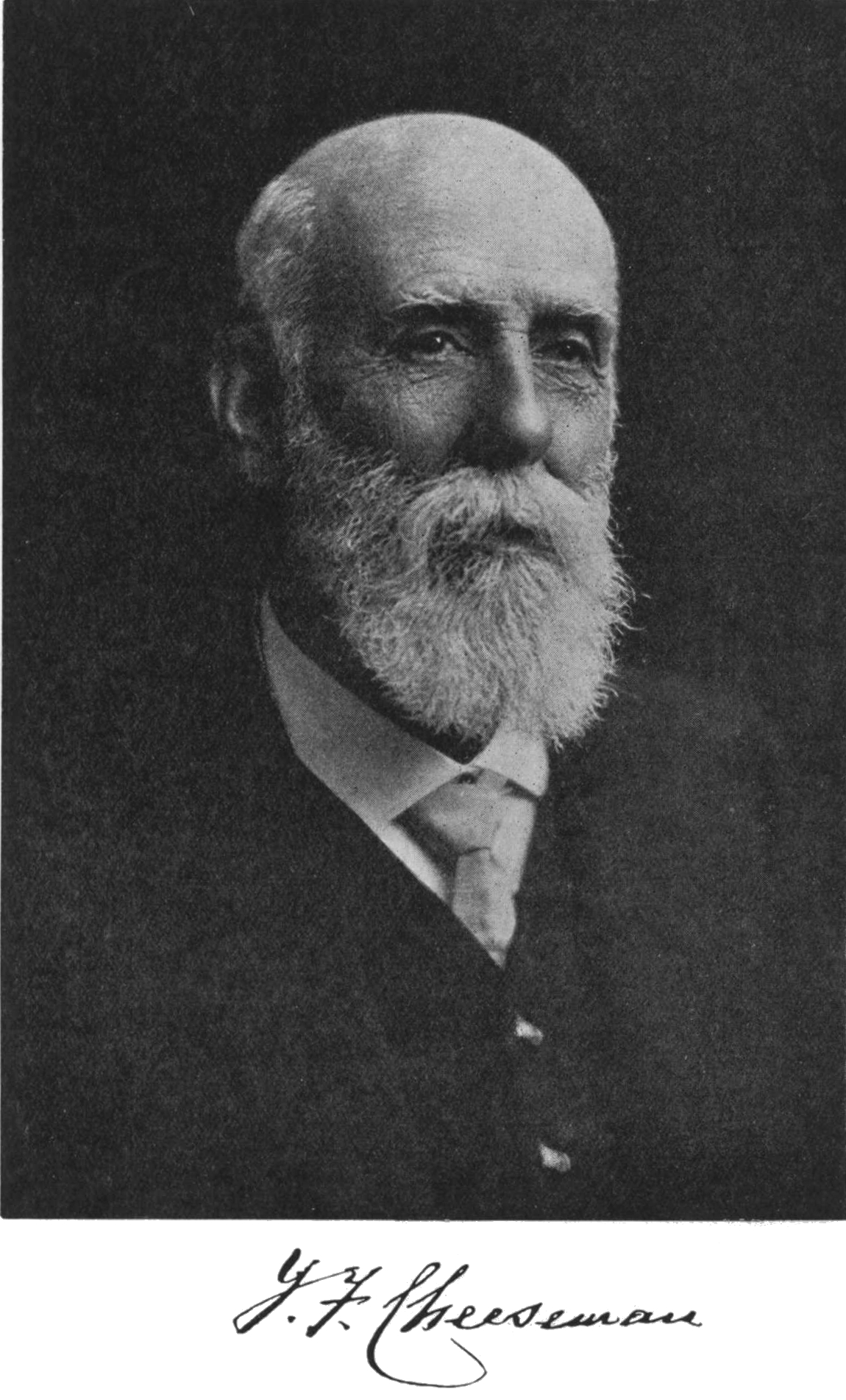
Thomas Frederick Cheeseman

Thomas Frederick Cheeseman (* 8. Juni 1846 in Hull; † 15. Oktober 1923 in seinem Observatorium in Remuera) war ein neuseeländischer Botaniker und Naturforscher, der ein breites naturgeschichtliches Interesse hatte.

## Biografie
Cheeseman wurde 1846 in Hull, Yorkshire geboren, kam aber mit seinen Eltern nach Neuseeland, als er acht Jahre alt  war. Er war Schüler an der Parnell Grammar School und anschließend am St. John's College, Auckland. Sein Vater, Reverend Thomas Cheeseman, war Mitglied des alten Bezirksrates von Auckland.
Cheeseman begann das Studium der Flora von Neuseeland. 1872 veröffentlichte er eine genaue und umfassende Darstellung der Pflanzenwelt des Waitākere Ranges. Im Jahre 1874 wurde er Sekretär des Instituts Auckland und Kurator des Auckland Museums, wo er die Sammlungen des Museums betreute. Sein botanisches Studien waren von großer Bedeutung für die Wissenschaft sowie für Landwirtschaft, Gartenbau und Forstwirtschaft. Er veröffentlichte bis zu seinem Tod fast jedes Jahr Arbeiten.
Als Cheeseman mit seinen Forschungen begann, war die Flora von Neuseeland wenig bekannt. Cheeseman machte viele Sammelreisen, unter anderem im Nelson Provincial District, den Kermadecinseln, den Three Kings Islands und im Gebiet von Mangonui im Norden. Er reiste oft mit seinem Freund  Mr. J. Adams.
Cheeseman hat auch Polynesien besucht. Er veröffentlichte in den Transactions of the Linnean Society of London einen vollständigen Bericht über die Flora von Rarotonga, der Hauptinsel der Cookinseln.

## Ehrungen
Nach Cheeseman benannt wurde die Pflanzengattung Cheesemania O.E.Schulz aus der Familie der Kreuzblütler (Brassicaceae).